# St. Michael (Trier-Oberkirch)
Koordinaten: 49° 42′ 48″ N, 6° 35′ 12,3″ O
St. Michael ist eine Kapelle in Oberkirch, einem zum Stadtteil Zewen gehörenden Ortsteil von Trier. Sie ist dem Erzengel Michael geweiht.

## Geschichte und Architektur
Die Michaeliskapelle wurde 1768 von Carl Franz Ludwig Freiherr Boos von Waldeck und Montfort erbaut.
Sie ist als dreiachsiger hoher Bau mit dreiseitig geschlossenem Chor ausgeführt, dessen beide Ostfenster vermauert sind. Das Gebäude besteht größtenteils aus Bruchstein, die Strebepfeiler bestehen aus rotem Haustein. Über dem steilen Westgiebel sitzt ein hoher achtseitiger Dachreiter mit einer Glockenhaube als Abschluss. Die beiden Glocken wurden im Ersten und Zweiten Weltkrieg eingeschmolzen; als Ersatz wurde eine in den 1950er Jahren gegossene Glocke beschafft.

## Ausstattung
Den Innenraum der Kirche überspannt ein Stichkappengewölbe über Pilastern. Dominierendes Teil der Ausstattung ist ein Holzaltar von Johannes Koch aus dem Jahr 1785. Auf ihm sind sowohl der Kampf des heiligen Michael mit dem Verführer als auch die heilige Helena dargestellt ist. Auf den Beichtstühlen stehen Statuen des heiligen Leonard und der heiligen Walburga. Der Innenraum ist mit vielen weiteren Figuren geschmückt.
1975 wurde die Kapelle aufwendig restauriert. Seit 2000 steht sie unter Denkmalschutz.